# SS Mount Temple
SS Mount Temple – brytyjski statek parowy linii Canadian Pacific Lines (obecnie CP Ships), wybudowany w Walker-on-Tyne, zwodowany 18 czerwca 1901. Długość statku wynosiła 147,8 m, a maksymalna prędkość 13 węzłów (24 km/h).
Mount Temple był jednym ze statków, które odebrały sygnał SOS od tonącego "Titanica". Na miejsce katastrofy dotarł 11 minut po "Carpathii", o 4:11, jednak odcięty od tonącego "Titanica" przez pole kry, nie mógł wziąć udziału w operacji ratunkowej. Wracając z rejsu osiadł na mieliźnie i został poważnie uszkodzony. Do 1913 był w remoncie.
W czasie I wojny światowej "Mount Temple" został wyposażony w działo 75 mm. 6 grudnia 1916 został zatopiony przez niemiecki krążownik pomocniczy SMS "Möwe" pomiędzy Cape Race a Hiszpanią, 2000 kilometrów na północ od Azorów. 4 członków załogi zginęło, reszta została wzięta do niewoli na przechwycony brytyjski okręt HMS "Yarrowdale" i 31 grudnia wyokrętowana w Świnoujściu. W marcu 6 obywateli USA zostało zwolnionych (Stany Zjednoczone były wówczas neutralne), resztę internowano.